# Klipsch Music Center
Das Ruoff Home Mortgage Music Center ist ein Amphitheater in Noblesville, Indiana.

## Geschichte und Nutzung
Die Freiluft-Arena befindet sich in Besitz von Live Nation Entertainment seit 1997 und wurde im Jahr 1989 unter Sunshine Promotions und SFX eröffnet. Das Theater besitzt eine Kapazität von 24.000 Plätzen und wird hauptsächlich für Musikveranstaltungen wie Festivals: All That! Music and More Festival, Anger Management Tour, Crüe Fest, Crüe Fest 2, Family Values Tour, Farm Aid, H.O.R.D.E. Festival, Honda Civic Tour, Lilith Fair, Lollapalooza, Mayhem Festival, Ozzfest, Projekt Revolution, Uproar Festival und Vans Warped Tour und Konzerte von Künstlern wie Eric Clapton, Prince, Rihanna und Tom Petty And The Heartbreakers.